# Entschwartungsmaschine
Die Entschwartungsmaschine ist eine Fleischereimaschine, die Hautgewebe (Schwarte) vom Fleisch entfernt. Im Gegensatz zur manuellen Bearbeitung ist die Produktivität sehr hoch. Die Fleischstücke (z. B. Schinken) werden so veredelt.
Die Maschinen werden entsprechend den europäischen Normen im Wesentlichen in zwei Funktionsweisen eingeteilt:
- offene Entschwartungsmaschinen (für große, rundliche Fleischstücke, z. B. Schinken)
- geschlossene Entschwartungsmaschinen (für flache Fleischstücke, z. B. Speck)

Die offenen Entschwartungsmaschinen sind besonders gefährlich, da der Bediener das Fleischstück mit der Hand an das extrem scharfe Messer führt. Das Tragen von Schutzhandschuhen ist aus Sicherheitsgründen nicht gestattet, da dadurch ein Einziehen in den Gefahrenbereich ermöglicht wird. 
Die Berufsgenossenschaft schreibt deshalb vor, dass mit offenen Entschwartungsmaschinen (auch Abschwarter genannt) ausschließlich rundstückige Teilstücke entschwartet werden dürfen. Für flache und auch kleinere Teilstücke, bei deren Bearbeitung das Risiko von Schnittverletzungen im offenen Betrieb zunimmt, müssen Band-Entschwartungsmaschinen zum Einsatz kommen. Das zu entschwartende Teilstück wird auf das Zufuhrband aufgelegt und passiert die Klinge vollautomatisch. 